# Laxtjärnen (Arjeplogs socken, Lappland, 736629-161112)
Laxtjärnen är en sjö i Arjeplogs kommun i Lappland och ingår i Piteälvens huvudavrinningsområde. Sjön har en area på 0,274 kvadratkilometer och ligger 543,1 meter över havet.

## Delavrinningsområde
Laxtjärnen ingår i det delavrinningsområde (736590-161145) som SMHI kallar för Namn saknas. Medelhöjden är 578 meter över havet och ytan är 3,47 kvadratkilometer. Det finns inga avrinningsområden uppströms utan avrinningsområdet är högsta punkten. Vattendraget som avvattnar avrinningsområdet har biflödesordning 2, vilket innebär att vattnet flödar genom totalt 2 vattendrag innan det når havet efter 225 kilometer. Avrinningsområdet består mestadels av skog (92 procent). Avrinningsområdet har 0,27 kvadratkilometer vattenytor vilket ger det en sjöprocent på 7,8 procent.